# 山田淳夫
山田 淳夫（やまだ あつお）は、日本の化学者、工学博士。東京大学大学院工学系研究科化学システム工学専攻教授。無機工業材料および蓄電デバイス関連化学を専門とする。

## 経歴
- 1990年　筑波大学大学院工学研究科物理工学専攻(5年一貫制博士課程) 修士取得中途退学
- 1996年　筑波大学より博士（工学）の学位を取得（論文博士）
- 1990–2000年　ソニー株式会社中央研究所 研究員
- 1996–1997年　テキサス大学オースティン校 客員研究員
- 2000–2002年　ソニー株式会社フロンティアサイエンス研究所 研究室長
- 2005年　ボルドー第１大学招聘教授
- 2002–2009年　東京工業大学総合理工学研究科物質電子化学専攻 准教授
- 2009年–　東京大学大学院工学系研究科化学システム工学専攻 教授（現職）
- 2012年–　京都大学元素戦略研究拠点 拠点教授を兼任
- 2016年–　京都大学元素戦略研究拠点 副拠点長を兼任

## 研究
リチウムイオン電池の研究で知られる。ソニー時代、2019年にノーベル化学賞を受賞したジョン・B・グッドイナフ教授とともに研究を行なっていた。

## 受賞
- 2005 Invited Professorship, University of Bordeaux 1（英語版）
- 2010 American Ceramic Society（英語版）, Spriggs Phase Equilibria Award
- 2015 電気化学会論文賞
- 2016 ACS (American Chemical Society) Excellence in Review Award
- 2016 IBA (International Battery Association) Research Award
- 2016 電気化学会学術賞
- 2016 American Ceramic Society, Ross Coffin Purdy Award
- 2019 Clarivate Analytics（英語版）, Highly Cited Researcher
- 2020 電気化学会フェロー[7]
- 2020 HPCI(High Performance Computing Infrastructure)利用研究課題優秀成果賞